# Villa Farnese

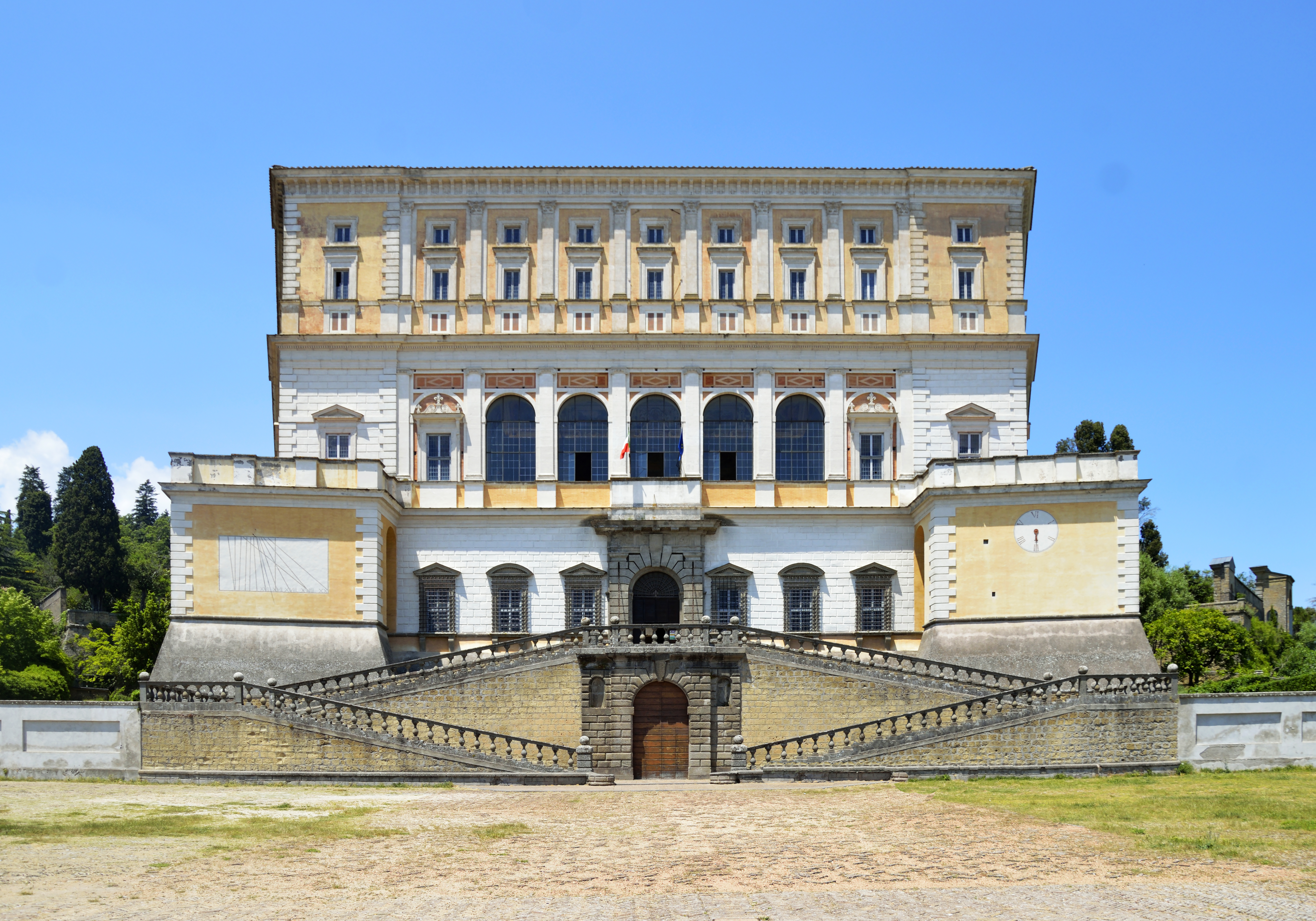
Villa Farnese gezien vanaf de zuidoostkant

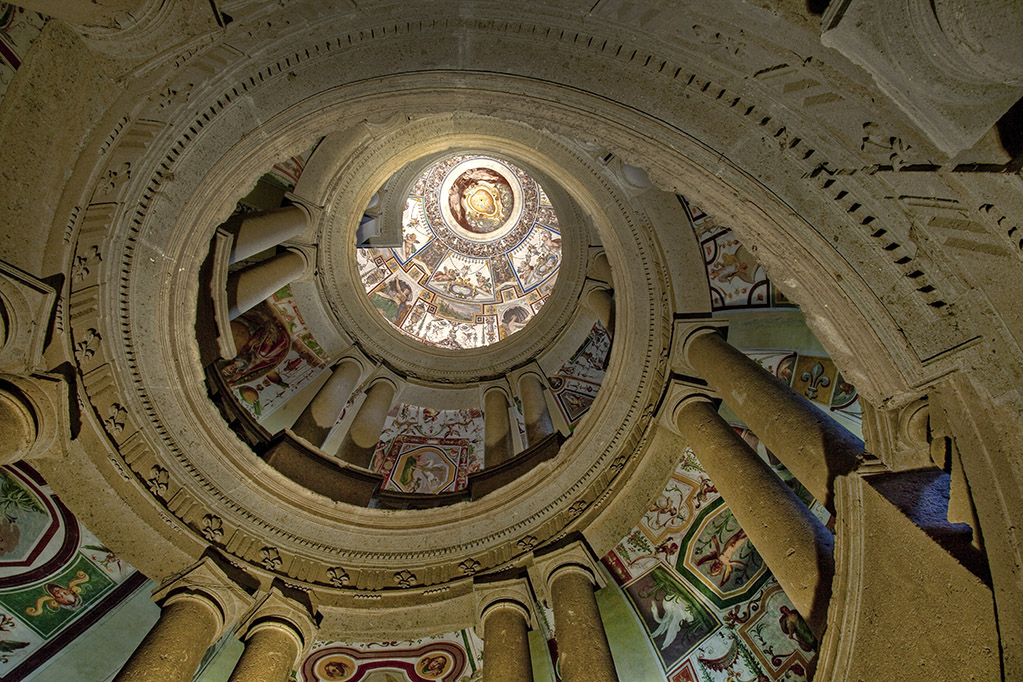
Scalaregia

Villa Farnese, ook bekend als Palazzo Farnese of Villa Caprarola, is een monumentale vijfhoekige Italiaanse villa van grote allure die dateert uit de late renaissance. De villa is gelegen in Caprarola, in de provincie Viterbo, in het noorden van de regio Lazio, ongeveer 50 kilometer ten noordwesten van Rome.
Villa Farnese in Caprarola moet niet verward worden met twee andere bouwwerken uit de Renaissance die beide in Rome staan: Palazzo Farnese (ook Villa Farnese wordt soms Palazzo Farnese genoemd) en Villa Farnesina.

## Geschiedenis
De opdrachtgever tot de bouw van Villa Farnese en tevens de naamgever ervan, was de kunstlievende kardinaal Alessandro Farnese (5 oktober 1520 - 2 maart 1589), een telg uit het huis Farnese, waaruit vele wereldlijke en kerkelijke leiders zijn voortgekomen. De ontwerper was Giacomo Barozzi da Vignola, een van de beroemdste architecten en schrijvers over bouwkunst van de late renaissance. De renaissancevilla werd gebouwd tussen 1559 en 1575 en is nog vrijwel in oorspronkelijke staat.

## Beschrijving

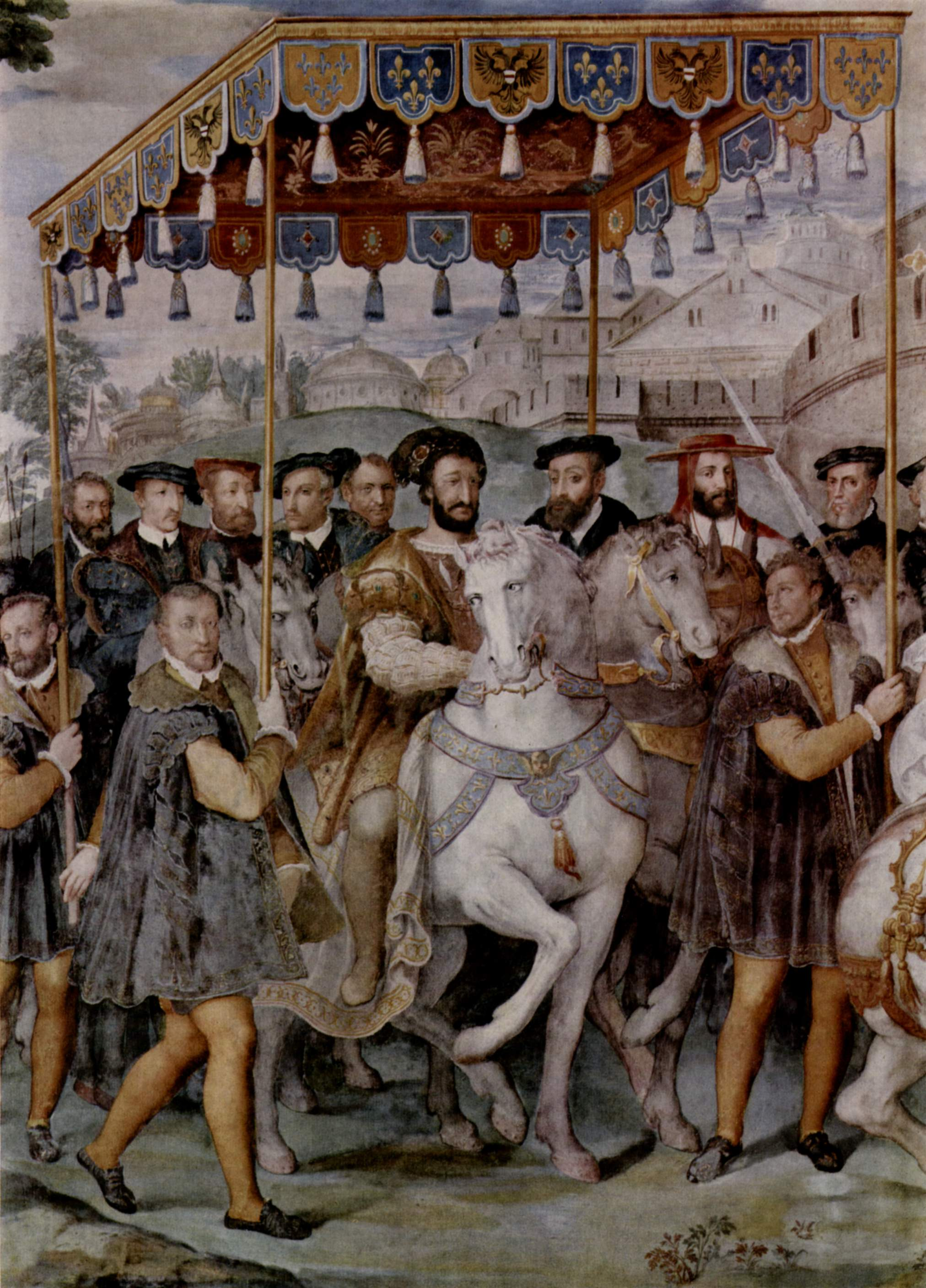
Fasti Farnesiani (Daden van de Farnese) door Taddeo Zuccari, toont Frans I van Frankrijk en Karel V, keizer van het Heilige Roomse Rijk

De plattegrond van Villa Farnese is vijfhoekig. Ook de omringende tuinen zijn monumentaal en even indrukwekkend als het gebouw zelf. Ze vormen een belangrijk voorbeeld van de Italiaanse tuincultuur uit de Renaissance. Het bijgebouw is een van de woningen van de Italiaanse president. Het hoofdgebouw is publiek toegankelijk.
De villa is beroemd om zijn talrijke fresco's. Antonio Tempesta beschilderde de wanden van de traphal, die opvalt door zijn spiraalvorm. Op het gelijkvloers zijn de werken van Hercules afgebeeld. De appartementen op de piano nobile zijn ingedeeld in suites van telkens vijf kamers. De wanden zijn beschilderd in Maniëristische stijl. Het programma verheerlijkt de glorie van de Farnese en werd opgesteld door humanistische geleerden onder leiding van secretaris Annibale Caro. Er is een cyclus gewijd aan Alexander de Grote. In de Sala dei Fasti Farnesiani hebben de gebroeders Taddeo en Federico Zuccari de daden van de Farnese weergegeven.  Op een fresco in die zaal zijn de twee grote rivalen van die tijd, keizer Karel V en de Franse koning Frans I van Valois te zien samen met kardinaal Farnese, wiens familie door huwelijken met beide dynastieën verwant was. In de Stanza delle Geografiche zijn op fresco's kaarten van Italië, Europa, Afrika, Azië en Amerika weergegeven. 
Andere fresco's zijn gemaakt door Raffaellino da Reggio, Giacomo del Duca, Giovanni De Vecchi en Giacomo Zanguidi (il Bertoia). Ook noorderlingen hanteerden het penseel: Bertoia, die Federico Zuccari opvolgde als capomaestro, had de Antwerpenaar Bartholomeus Spranger en de Brusselaar Joos van Winghe meegenomen om te schilderen in de kamers die hij moest afwerken: Sala del Giudizio, Sala della Penitenza, Sala dei Sogni, Anticamera degli Angeli en Sala di Ercole (ca. 1572-74).